# Dactylospora frigida
Dactylospora frigida är en lavart som beskrevs av Hafellner 1985. Dactylospora frigida ingår i släktet Dactylospora och familjen Dactylosporaceae.  Arten är reproducerande i Sverige. Inga underarter finns listade i Catalogue of Life.